# Динамик ПК

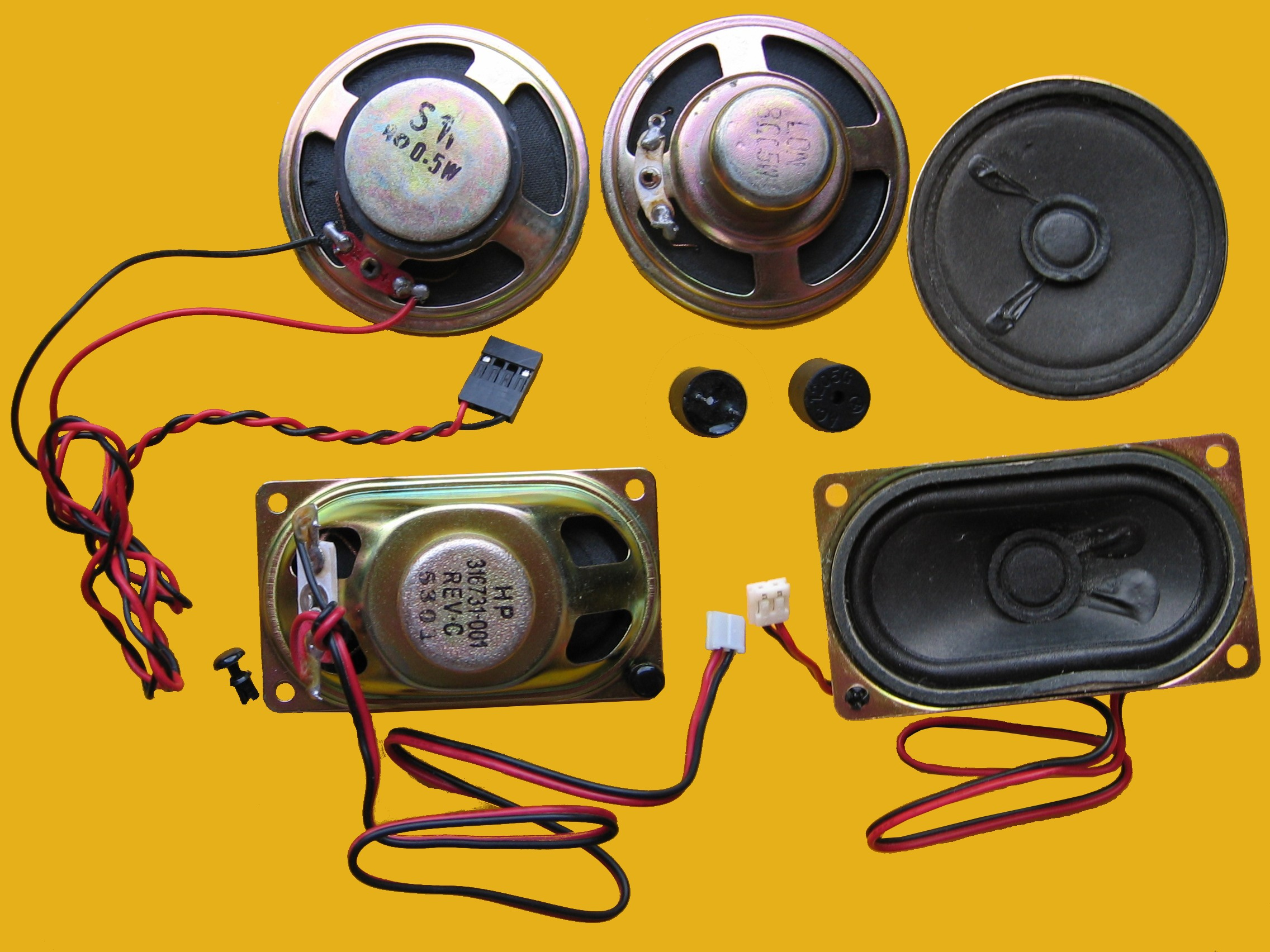
Динамики для ПК 1990-х годов. В центре — пьезоэлектрический динамик 2000-х.

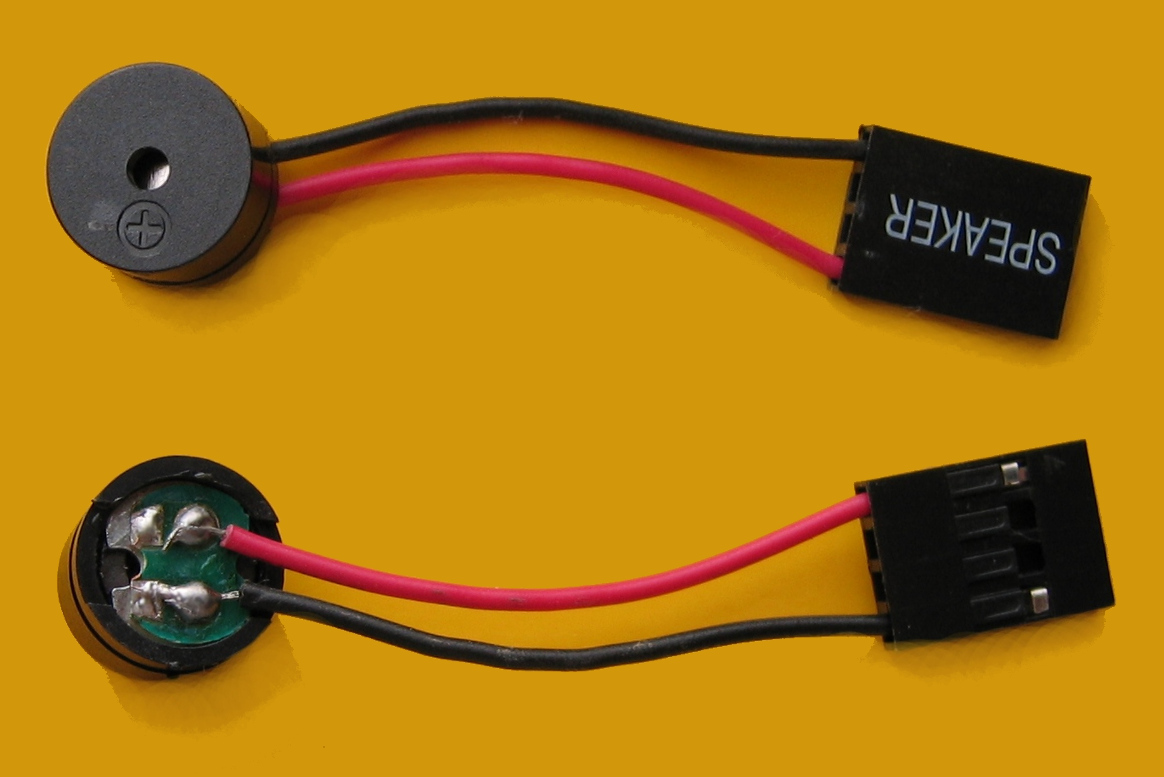
Миниатюрный пьезоэлектрический излучатель в виде "капсюля"

Динамик ПК (англ. PC speaker; beeper) — простейшее устройство воспроизведения звука, применявшееся в IBM PC и совместимых ПК. До появления недорогих звуковых плат он являлся основным устройством воспроизведения звука. Из-за низкого качества звука получил прозвище PC squeaker, «хрипер» и прочие.
В настоящее время динамик остаётся штатным устройством IBM-PC-совместимых компьютеров, и в основном используется для подачи звуковых сигналов об ошибках, в частности при проведении POST. Некоторые программы (Skype) всегда дублируют вызывной сигнал на динамик, но не выводят через него звук разговора — это бывает удобно, когда к звуковой плате подключены наушники (по умолчанию не надетые).
64-битная Windows не поддерживает динамик, так как 64-битные версии изначально предназначались для серверов, в которых нет программируемого таймера. В настольных ОС пришлось налаживать технологии реабилитации, законодательно обязательные в США, в обход динамика через звуковую плату. Остальные два канала программируемого таймера (0 — прерывания времени, 1 — обновление DRAM) заменены другими схемами, в настольных машинах остался только 2-й канал для динамика. К тому же динамик мешал энергосберегающим технологиям ноутбуков: в ноутбуках нет отдельного динамика, таймер связан со специальным входом звукового чипа, что не даёт снимать питание с чипа по потребности, ведь сигнал динамика может прийти когда угодно.

## Возможности
Имеются два способа управления динамиком:
1. Второй канал программируемого таймера Intel 8253, генерирующий прямоугольную звуковую волну частоты, дольной 1,193 МГц[2], без участия центрального процессора. Это позволяет проигрывать простые одноголосые звуковые сигналы. Тем не менее, к 1990-м годам программисты, запуская быстрые арпеджио, научились исполнять на динамике минимально гармоничную музыку[3], а также шумовые эффекты. Если программа зависала во время проигрывания звука, таймер продолжал работать, выдавая одну ноту, пока компьютер не перезагрузят.
2. И прямое управление мембраной через порт 61h с дискретностью в 1 бит. Подавая с большой частотой то 0, то 1, с помощью широтно-импульсной модуляции можно синтезировать низкокачественный оцифрованный звук — правда, за счёт существенного использования ресурсов процессора. Этим в своё время широко пользовались трекеры и некоторые игры (Another World, Metal Mutant). Все подобные программы не работают в многозадачных операционных системах.

Динамик в обоих режимах полностью проэмулирован DOSBox.

## Описание разъёма для динамика
В старых компьютерах PC Speaker обычно представлял собой динамик значительных размеров, располагавшийся в корпусе системного блока и присоединявшийся к материнской плате через специальный разъём:
| Пин | Имя                         | Описание                                                                                         | Цвет провода                                        |
| --- | --------------------------- | ------------------------------------------------------------------------------------------------ | --------------------------------------------------- |
| 1   | +SP                         | +5V Выход для динамика или пьезоизлучателя                                                       | Красный                                             |
| 2   | GND or KEY or NC or Buzzer+ | Земля или неподключённый ключ или на некоторых материнских платах +12V выход для пьезоизлучателя | Отсутствует или Красный для 12V Buzzer              |
| 3   | GND or KEY or NC or Buzzer- | Земля или неподключённый ключ или на некоторых материнских платах −12V выход для пьезоизлучателя | Отсутствует или Чёрный для 12V Buzzer               |
| 4   | −SP or Speaker Out          | −5V Выход для динамика или пьезоизлучателя                                                       | Чёрный (в современных компьютерах может быть белым) |

В большинстве новых компьютеров примерно с начала 2000-х годов применяется миниатюрный электромагнитный или пьезоизлучатель. В современных системных блоках он может быть расположен (распаян) непосредственно на материнской плате либо поставляться отдельно, оставляя подключение на усмотрение пользователя. Современные ноутбуки, как правило, не имеют динамика, а при попытке его задействовать звуковой сигнал воспроизводится через встроенную аудиосистему либо не воспроизводится вовсе.